# Isla de Méndez

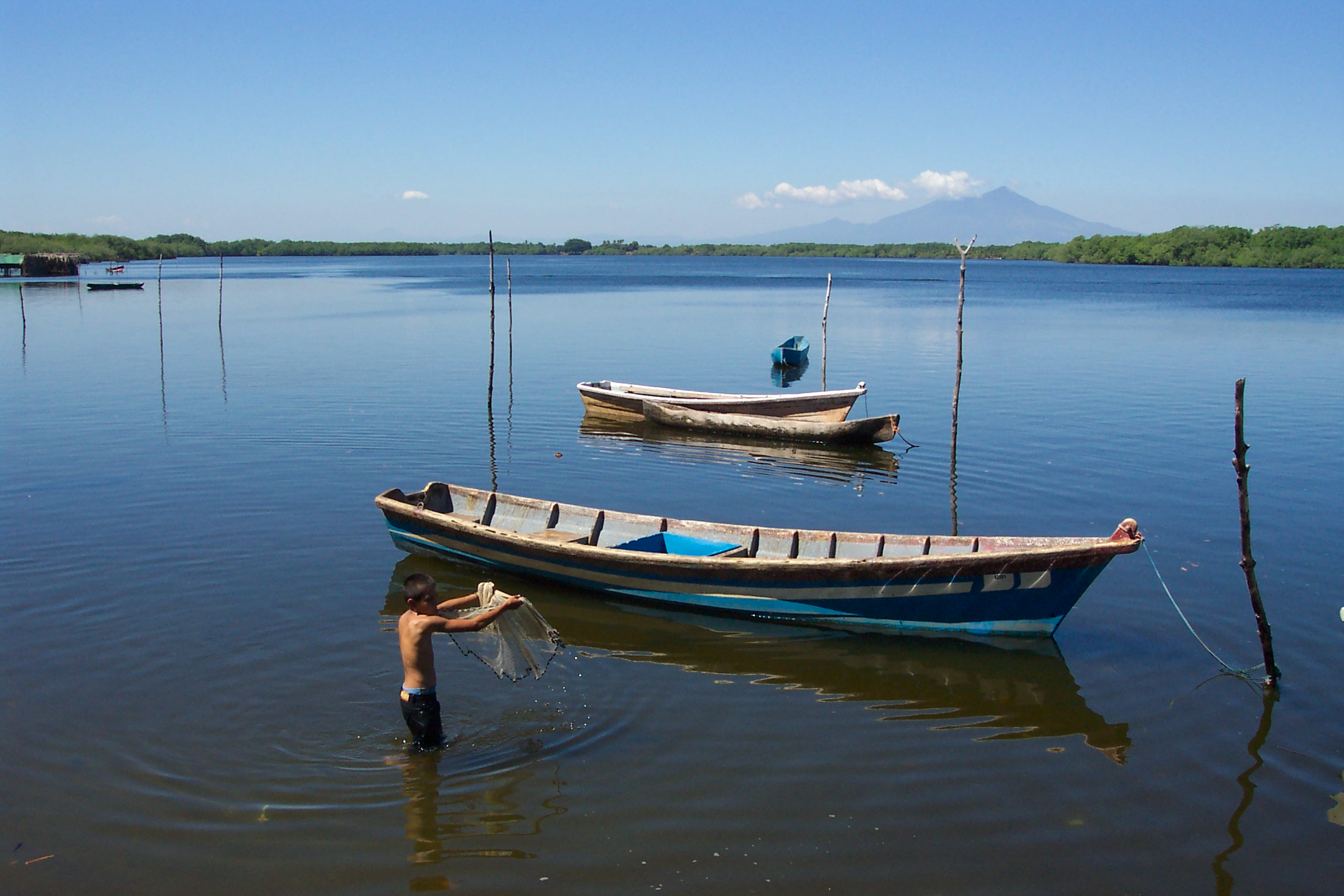

Isla de Méndez es el nombre que recibe una localidad en las coordenadas geográficas 13°14′N 88°42′O / 13.233, -88.700 que administrativamente hace parte del departamento de Usulután, una de las divisiones administrativas del país centroamericano de El Salvador. Limita por el sur con el Océano Pacífico, mientras que al este se encuentra la Isla El Espíritu Santo, y al norte las islas Cumichin y el Magueyal.